# Bonzos
De Bonzos waren een groep Oostenrijkse agenten die door de Britten werden ingezet om de vernietiging van Oude Meesters te voorkomen. 
Toen Hitler aan de macht kwam, wilde hij allerlei kunst in zijn bezit hebben. Op het hoogtepunt had hij meer dan 500 schilderijen, 28 beelden en 230 tekeningen. In 1944 kwamen de geallieerden erachter dat Adolf Hitler zijn kunstcollectie wilde vernietigen zodra de oorlog verloren was.
De leider van de Bonzos was Gaswinkler, een inwoner van plaats waar de kunst werd bewaard. De Bonzos sloten zich aan bij het Oostenrijkse verzet en wisten diverse malen in de mijnen, waar de kunst lag, te infiltreren. Ze verplaatsen enkele belangrijke werken naar andere ruimtes, waardoor ze niet meer konden worden beschadigd door de bom, die op bevel van Hitler tot ontploffing moest worden gebracht als de oorlog verloren was. De Bonzos bleven tot het einde van de oorlog diverse guerrilla-aanvallen uitvoeren op de nazi's in de mijn. Toen de Amerikanen arriveerden was alle kunst nog heel.